# 2. Flak-Division
La 2. Flak-Division (2e division de Flak) est une division de lutte antiaérienne de la Luftwaffe allemande au sein de la Wehrmacht durant la Seconde Guerre mondiale.

## Historique
La 2. Flak-Division est mise sur pied le 1er septembre 1941 à Leipzig à partir du Luftverteidigungskommando 2.
En janvier 1942, elle est remplacée par la 14. Flak-Division, et est transférée à Luga (groupe d'armées Nord) au Nord de la Russie.
En février 1944, le quartier général de la division est transférée de Lugu vers Pleskau, puis plus tard à Dorpat.
En mai 1942, elle est rejointe par la 6. Flak-Division, et couvre la zone arrière du groupe d'armées Nord.
En octobre 1944, elle revient en Allemagne avec son nouveau quartier général à Trèves, et prend le contrôle de 3 Flaksturm-Regiments.
Elle prend part à la bataille des Ardennes, puis en janvier 1945 à Eifel et en février 1945 à Altenahr, assistant la 5e Panzer Armee.

En mars 1945, elle est dans le Siegerland et se rend en avril 1945 lors de la poche de la Ruhr.

## Commandement
| Début              | Fin               | Grade           | Nom                    |
| ------------------ | ----------------- | --------------- | ---------------------- |
| 1er septembre 1941 | 11 janvier 1942   | Generalleutnant | Oskar Bertram (de)     |
| 12 janvier 1942    | 3 février 1942    | Generalleutnant | Walter Feyerabend (de) |
| 2 février 1942     | 30 septembre 1943 | Generalleutnant | Heino von Rantzau (en) |
| 1er novembre 1943  | 15 novembre 1944  | Generalleutnant | Alfons Luczny          |
| 16 novembre 1944   | 17 avril 1945     | Oberst          | Fritz Laicher          |

### Chef d'état-major(Ia)
| Début        | Fin        | Grade     | Nom                  |
| ------------ | ---------- | --------- | -------------------- |
| ?            | ?          | ?         | ?                    |
| ?            | Août 1944  | Hauptmann | Gaspari              |
| 22 août 1944 | Avril 1945 | Hauptmann | Kurt Heinz Skrobucha |

## Organisation

### Rattachement
| Début              | Fin          | Commandement  |
| ------------------ | ------------ | ------------- |
| 1er septembre 1941 | Janvier 1942 | Luftgau III   |
| Janvier 1942       | Octobre 1944 | Luftflotte 1  |
| Octobre 1944       | Avril 1945   | II. Flakkorps |

### Unités subordonnées
Formation le 1er septembre 1941 :
- Stab/Flak-Regiment 3 (o) (Flakgruppe Thüringen) à Weimar
- Stab/Flak-Regiment 33 (o) (Flakgruppe Halle-Leuna)
- Stab/Flak-Regiment 300 (v) (Flakgruppe Leipzig)
- Stab/Flakscheinwerfer-Regiment 73 (o) (Flakscheinwerfergruppe Leipzig)
- Luftnachrichten-Abteilung 122

Organisation le 31 mars 1942 (div. HQ Luga) :
- Stab/Flak-Regiment 41 à Luga (couvre les arrières du groupe d'armées Nord)
- Stab/Flak-Regiment 151 à Medved (en support de la 16. Armee)
- Stab/Flak-Regiment 164 à Roshdestvenno (en support de la 18. Armee)
- Luftnachrichten-Betriebs-Kompanie 122
- Divisions Nachschubführer

Organisation de septembre 1942 :
- Stab/Flak-Regiment 41 à Luga
- Stab/Flak-Regiment 43 à Ostrov
- Stab/Flak-Regiment 182 à Krasnovardeisk
- gem. Flak-Abteilung 517 (v) à Narva, avec gem.431 (v) et le.720 (v)

Organisation du 1er novembre 1943 :
- Stab/Flak-Regiment 182 (mot.)
- Stab/Flak-Regiment 164 (mot.)
- Stab/Flak-Regiment 41 (mot.)
- Sw.618 (v) and le.Alarm-Flak-Bttr. 8./I
- Luftnachrichten-Betriebs-Kompanie 122

Organisation du 1er août 1944 :
- Stab/Flak-Regiment 136 (mot.)
- Stab/Flak-Regiment 151 (mot.)
- Stab/Flak-Regiment 164 (mot.)
- Stab/Flak-Regiment 182 (mot.)
- Flak-Transport-Bttr. 23./VI, 31./I, 1./VI and 45./I
- Luftnachrichten-Betriebs-Kompanie 122
- Stab/Flak-Regiment 151 (mot.) est transféré vers la 6. Flak-Division en août 1944, suivi par le Stab/Flak-Regiment 136 en septembre 1944.

Organisation du 1er novembre 1944 :
- Stab/Flaksturm-Regiment 2 (mot.)
- Stab/Flaksturm-Regiment 3 (mot.)
- Stab/Flaksturm-Regiment 4 (mot.)
- Stab/Flak-Regiment 8 (v)
- Stab/Flak-Regiment 182 (mot.)
- Luftnachrichten-Betriebs-Kompanie 122

### Livres
- Georges Bernage et François de Lannoy, Dictionnaire historique de la Luftwaffe et de la Waffen-SS, Bayeux, Éditions Heimdal, 1998, 480 p. (ISBN 2840481197)
- (de) Karl-Heinz Hummel, Die deutsche Flakartillerie 1935 - 1945 - Ihre Großverbände und Regimenter, VDM Heinz Nickel, 2010